# Sojombo-Symbol

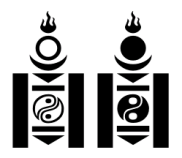
Zwei Varianten des Sojombo-Symbols

Das Sojombo-Symbol auf der Flagge der Mongolei

Das Sojombo-Symbol ist ein spezielles Schriftzeichen aus der mongolischen Sojombo-Schrift. Es dient als nationales Symbol der Mongolei, wo es im Staatswappen, auf der Flagge und auf vielen anderen offiziellen Dokumenten zu finden ist.
Die Elemente des Sojombo-Symbols tragen in der Mongolei folgende Bedeutungen (von oben nach unten):
- Feuer gilt allgemein als Symbol für Wohlstand und Erfolg. Die drei Zungen der Flamme stehen für Vergangenheit, Gegenwart und Zukunft.
- Sonne und Mond sind alte Symbole des Tengrismus für „Vater Himmel“.
- Die beiden Dreiecke deuten die Spitze eines Pfeils oder Speeres an. Sie zeigen beide abwärts, um auf die Niederlage der inneren und äußeren Gegner hinzuweisen.
- Die beiden horizontalen Rechtecke geben der runden Form Stabilität. Die rechtwinklige Form steht für Ehrlichkeit und Gerechtigkeit der Menschen in der Mongolei, egal ob sie in der Gesellschaft oben oder unten stehen.
- Die beiden Fische entsprechen dem chinesischen Yin-Yang-Zeichen, welches die gegenseitige Ergänzung von Mann und Frau darstellt. Im Sozialismus wurden sie alternativ als Symbol der Wachsamkeit gelesen, da Fische ihre Augen nie schließen.
- die beiden vertikalen Rechtecke können als Festungsmauern interpretiert werden und stehen für Zusammenhalt und Stärke gemäß dem mongolische Sprichwort „Zwei Menschen in Freundschaft sind stärker als Mauern aus Stein“.

## Verwendung
Das Sojombo-Symbol erscheint auf der Flagge der Mongolei seit 1911 (außer zwischen 1921 und 1924). Es diente als Wappen der Mongolei von 1924 bis 1940 und wurde 1960 wieder in die Gestaltung integriert. Außerdem erscheint es auf Geldscheinen, Briefmarken etc.
Die obersten drei Elemente (Flamme, Sonne und Mond) finden sich unter anderem auf Flagge und Wappen der Republik Burjatien und der Flagge des Autonomen Kreises der Aginer Burjaten in Russland, sowie auf der Flagge der Volkspartei der Inneren Mongolei.